# OVNI
OVNI（オヴニー）は、パリで発行されているフリーペーパー、日本語情報誌。タブロイド版12ページ、月1回刊。フランス、ベルギーおよび日本で、無料で配布されている。有料での定期購読も可能。

## 概要
1974年５月、『Ovni』の前身であるパリ初の日本語ミニコミ誌『いりふね・でふね』が、グラフィックデザイナー堀内誠一とフランス人ジャーナリスト、ベルナール・ベローを中心に創刊される。表紙は堀内誠一が描くパリのイラストが、赤や青などの単色で刷られていた。ベルナール・ベローが小沢君江とともに出版社Edition Ilyfunet （エディション・イリフネ）を設立したのはその数ヶ月後である。
現在に続くフリーペーパー『Ovni』は、1974年に創刊。エディション・イリフネ社（現イリフネ・コミュニカシオン社）が発行している。紙面は日本語記事9〜10ページ、掲示板、企業広告等を含めて全12ページからなる。発行部数は6万部。ウェブサイトでも情報発信している。SNSは連日の投稿がある。
名前の由来となっている「OVNI」とは、フランス語で未確認飛行物体（UFO）のことである。

## 歴史
- 1974年：パリ在住日本人向けミニコミ誌「いりふね・でふね」として創刊。1部3フラン[2]。
- 1979年：誌名を「OVNI」に変更。5行広告を主体にした紙面に刷新。月3回刊、フリーペーパーとなる。
- 1980年：月2回刊となる。
- 1981年：日仏文化空間「エスパス･ジャポン」の運営を開始。
- 1982年：日本での配布開始。
- 1993年：発行部数4万部を突破。
- 1998年：ウェブサイト開始。
- 2009年：日本国内限定携帯サイト開始（現在は終了）。
- 2019年：Ovni40周年記念（レセプションとアーカイブ展示会開催）。[3]
- 2022年：935号（4月1日発行）より月１回刊となる。

## 参考
- 『OVNI PARIS GUIDE　オブニー・パリガイド』エディション・イリフネ編　草思社、1991年
- 『パリっ子の食卓　四季の味90皿』、佐藤真、河出書房新社、1995年[4]
- 『パリっ子の食卓　フランスのふつうの家庭料理のレシピノート』（新装新版）、佐藤真、河出書房新社、2013年、2019年[5]

## エピソード
- 『いりふね・でふね』創刊当時に編集で使われていた、まだパリで珍しかった日本語タイプライターは、ベルナール・ベローが学生時代に日本で下宿していた先のマガジンハウス創業者、清水達夫が手配し、渡仏時の堀内誠一に託したものである。[6]
- 映画『新しい靴を買わなくちゃ』で中山美穂演じる勅使河原アオイが携わっているフリーペーパーは『Ovni』である。